# Похлебаев, Евгений Васильевич
Евгений Васильевич Похлебаев (укр. Євген Васильович Похлебаєв; 25 ноября 1971, Полтава, УССР, СССР) — советский и украинский футболист, полузащитник. Выступал за «Днепр» (1988-94), «Динамо» (Киев) (1995-97). Игрок сборной Украины.

## Биография
Футболом решил заниматься в юном возрасте. В семь лет сам записался в детскую спортивную школу. Отец — Василий Дмитриевич Похлебаев и мать — Ольга Васильевна Похлебаева, были поставлены перед фактом. К школе относился серьёзно, упорно тренировался, в 14 лет приглашен в днепропетровский спортинтернат «Днепра». В ранние годы у Похлебаева проявились такие качества как высокая скорость, хороший удар и умение отдать последний пас.
С 17 лет — в составе юниорской сборной СССР. Вместе с командой выиграл Евро-1990.
В связи с перестройкой и отъездом многих игроков золотого состава «Днепра» (чемпион СССР 1988 года) в зарубежные клубы, карьера Похлебаева двигалась стремительно. С 18 лет он становится игроком основного состава «Днепра», составляя дуэт нападающих команды вместе со своим другом Сергеем Коноваловым.
В высшей лиге в составе «Днепра» на позиции правого полузащитника провел 98 игр, забил 9 мячей.
В 1994 году Похлебаев приглашен в киевское «Динамо», которое всегда было его мечтой. Вместе с ним в «Динамо» перешли Коновалов, Беженар и Максимов. В новом клубе Похлебаев стал основным игроком.
В составе «Динамо» стал чемпионом Украины 1995 и 1996 гг., обладателем Кубка Украины 1996 и Кубка чемпионов СНГ 1996 г. (4 мяча)
С 1992 вызывался в сборную Украины, за 5 лет провёл 14 матчей.

### Болезнь
11 августа 1997 года Похлебаев сыграл час в шахтерском городке Ровеньки за вторую команду, забив в матче гол. Перед игрой он чувствовал себя неважно (у него была температура), но он не сказал никому об этом. На следующий день он, возвращаясь с прогулки с сыном Михаилом, потерял сознание (со слов одноклубника Сергея Коновалова, Евгению стало плохо в самолёте).
Изначально врачи по ошибке диагностировали у Евгения пневмонию, а затем поставили другой, но тоже ошибочный диагноз — опухоль головного мозга (к тому моменту Евгений уже потерял координацию). Только затем врачи установили окончательный диагноз — герпетический энцефалит в условиях значительного снижения иммунитета. За одну неделю реанимации Похлебаев полностью потерял память. После случившегося от него ушла с ребёнком жена, и всё легло на его мать. Ещё одной трагедией в семье стала смерть младшего сына.
В дальнейшем Похлебаеву постепенно начало становиться лучше, однако память о прошлой жизни так и не вернулась. В ноябре 2001 года Похлебаев впервые за четыре года принял участие в футбольном матче — на любительском уровне. Два года спустя Похлебаев принял участие в традиционном мини-футбольном турнире среди журналистов.

## Достижения
- Чемпион Украины 1995, 1996
- Обладатель Кубка Украины 1996
- Чемпион Европы 1990 в составе юниорской сборной СССР (U-18)
- Бронзовый призёр молодежного чемпионата мира 1991
- Обладатель Кубка чемпионов СНГ 1996 (4 мяча)